# Accord de libre-échange entre les États-Unis et le Maroc
L'accord de libre-échange entre les États-Unis et le Maroc est entré en vigueur le 1er janvier 2006.
Les droits de douane sur plus de 95 % des produits ont été immédiatement éliminés. Les droits sur la plupart des autres produits seront éliminés sur une période de 9 ans à compter de la date d’entrée en vigueur de l’Accord. Pour un nombre limité de produits, les droits seront éliminés sur une période de 15 ans à compter de la date d’entrée en vigueur de l’accord.
En outre, l’accord offre l’accès aux services, une protection de la propriété intellectuelle, des instruments juridiques de garantie et de sécurité pour les investisseurs américains, des procédures ouvertes et des mesures de transparence, de moralisation et de concurrence dans la passation des marchés publics, ainsi qu’une protection du travail et de l’environnement. Le bureau «Market Access and Compliance», du Département du Commerce américain, supervise la mise en œuvre de l'accord du côté américain.